# Nankai (sockenhuvudort i Kina, Hainan Sheng, lat 19,08, long 109,41)
Nankai är en sockenhuvudort i Kina. Den ligger i provinsen Hainan, i den södra delen av landet, omkring 140 kilometer sydväst om provinshuvudstaden Haikou. Antalet invånare är 4 583. Befolkningen består av 2 029 kvinnor och 2 554 män. Barn under 15 år utgör 24,0 %, vuxna 15-64 år 68 %, och äldre över 65 år 7,0 %.
Runt Nankai är det ganska tätbefolkat, med 75 invånare per kvadratkilometer. Det finns inga andra samhällen i närheten. I omgivningarna runt Nankai växer i huvudsak städsegrön lövskog.
Genomsnittlig årsnederbörd är 2 369 millimeter. Den regnigaste månaden är juli, med i genomsnitt 411 mm nederbörd, och den torraste är januari, med 20 mm nederbörd.